# Liste der Biografien/Gin
Liste der Biografien |
Portal Biografien |
Personensuche
# |
A |
B |
C |
D |
E |
F |
G |
H |
I |
J |
K |
L |
M |
N |
O |
P |
Q |
R |
S |
T |
U |
V |
W |
X |
Y |
Z |
?
 
Ga |
Gb |
Gc |
Gd |
Ge |
Gf |
Gh |
Gi |
Gj |
Gk |
Gl |
Gm |
Gn |
Go |
Gp |
Gq |
Gr |
Gs |
Gu |
Gv |
Gw |
Gy |
Gz
 
Gia |
Gib |
Gic |
Gid |
Gie |
Gif |
Gig |
Gih |
Gij |
Gik |
Gil |
Gim |
Gin |
Gio |
Gip |
Gir |
Gis |
Git |
Giu |
Giv |
Giw |
Giy |
Giz
Die Liste der Biografien führt alle Personen auf, die in der deutschsprachigen Wikipedia einen Artikel haben. Dieses ist eine Teilliste mit 230 Einträgen von Personen, deren Namen mit den Buchstaben „Gin“ beginnt.

## Gin
- Gin (1930–1996), spanischer Comicautor
- Gin, Christophe (* 1965), französischer Fotograf

### Gina
- Gina (* 1985), österreichische Schlagersängerin
- Gina G (* 1970), australische Popsängerin
- Gina, Trusty, eswatinische Politikerin
- Ginadou, Mariama (* 2002), gambische Beachvolleyballspielerin
- Ginanneschi, Liliana (* 1951), italienische Filmregisseurin und Drehbuchautorin
- Ginanni, Francesco (* 1985), italienischer Radrennfahrer
- Ginard Bauçà, Rafel (1899–1976), spanischer Schriftsteller
- Ginard Martí, Ángela (1894–1936), spanische römisch-katholische Ordensschwester, Märtyrerin und Selige
- Ginastera, Alberto (1916–1983), argentinischer Komponist
- Ginat, Jochanan (1908–1979), deutsch-israelischer Pädagoge

### Ginc
- Gincel, Uri (* 1981), israelischer Jazzpianist und Filmkomponist
- Ginczanka, Zuzanna (1917–1944), polnische Lyrikerin und Opfer des Holocaust
- Ginczek, Daniel (* 1991), deutscher FußballspielerDaniel Ginczek (* 1991)

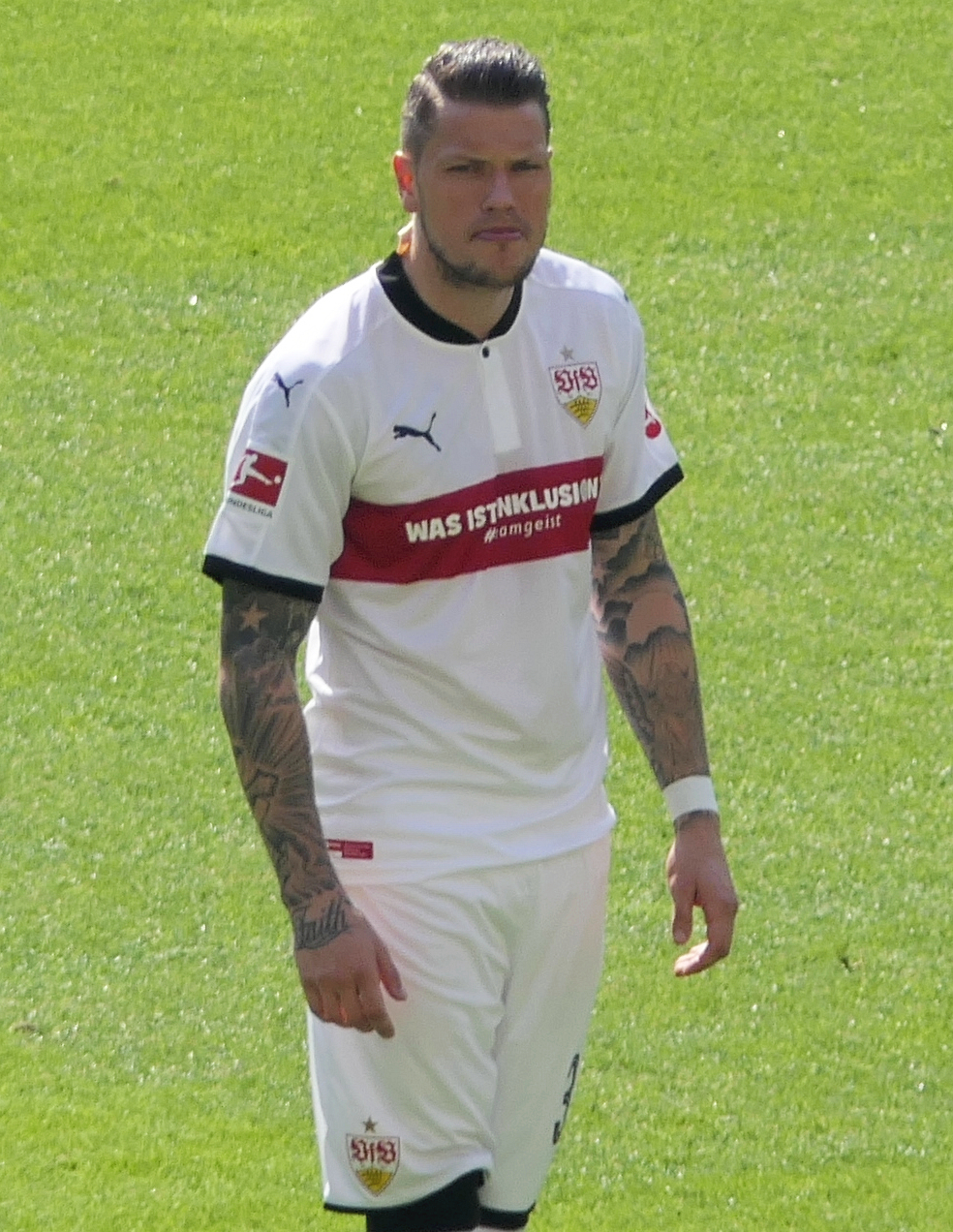
Daniel Ginczek (* 1991)

### Gind
- Ginda, Brigitte, deutsche Medizinerin und Politikerin
- Gindele, Ernestine (1841–1879), österreichische Opernsängerin der Stimmlage Mezzosopran
- Gindele, Nan (1910–1992), US-amerikanische Speerwerferin
- Gindely, Anton (1829–1892), böhmischer Historiker
- Ginder, Philip De Witt (1905–1968), US-amerikanischer Offizier, Generalmajor der US Army
- Gindert, Erzsébet (* 1959), ungarische Badmintonspielerin
- Gindert, Hubert (* 1933), deutscher Ökonom
- Gindes, Yevsey (1872–1954), aserbaidschanischer Staatsmann und Kinderarzt
- Gindhart, Marion (* 1970), deutsche Altphilologin und Neulateinischer Philologin
- Gindia, Amyn (1967–2016), österreichischer Staatsbürger und verurteilter Mörder
- Gindikin, Semjon Grigorjewitsch (* 1937), russisch-US-amerikanischer Mathematiker
- Gindl, Franz Anton (1786–1841), österreichischer Geistlicher, Bischof von Brünn und Bischof von Gurk
- Gindl, Georg (1916–1990), österreichischer Politiker (ÖVP), Landtagsabgeordneter
- Gindl, Mathias (* 2000), österreichischer Fußballspieler
- Gindler, Anton (1897–1967), österreichischer Landwirt und Politiker (ÖVP), Abgeordneter zum Nationalrat
- Gindler, Elsa (1885–1961), deutsche Pionierin der somatischen Körperarbeit
- Gindler, Erich (1903–1995), deutscher Maler
- Gindlhumer, Rudolf (* 1955), österreichischer Flötist
- Gindorf, Lars (* 2001), deutscher Fußballspieler
- Gindorf, Marc (* 1957), deutscher Automobilrennfahrer
- Gindorf, Rolf (1939–2016), deutscher Sexualwissenschaftler
- Gindra, Harald (* 1957), deutscher Politiker (Die Linke), MdA
- Gindre, Jérémie (* 1978), Schweizer Künstler
- Gindre, Robert (1911–1991), französischer Skilangläufer

### Gine
- Ginebra, Freddy (* 1944), dominikanischer Kulturmanager, Schriftsteller und Journalist
- Gineitis, Gvidas (* 2004), litauischer Fußballspieler
- Ginepri, Robby (* 1982), US-amerikanischer Tennisspieler
- Giner de los Ríos, Francisco (1839–1915), spanischer Philosoph und Pädagoge
- Giner, Ambros (1887–1965), Propst des Klosters Neustift
- Giner, Chrysostomus (1930–2024), italienischer Ordensgeistlicher und Abt
- Giner, Fernando (* 1964), spanischer Fußballspieler
- Giner, Johann der Ältere (1756–1833), österreichischer Bildhauer und Krippenschnitzer
- Giner, Maria (1922–2018), österreichische Politikerin
- Giner-Reichl, Irene (* 1956), österreichische Diplomatin
- Ginés López, Alberto (* 2002), spanischer SportklettererAlberto Ginés López (* 2002)

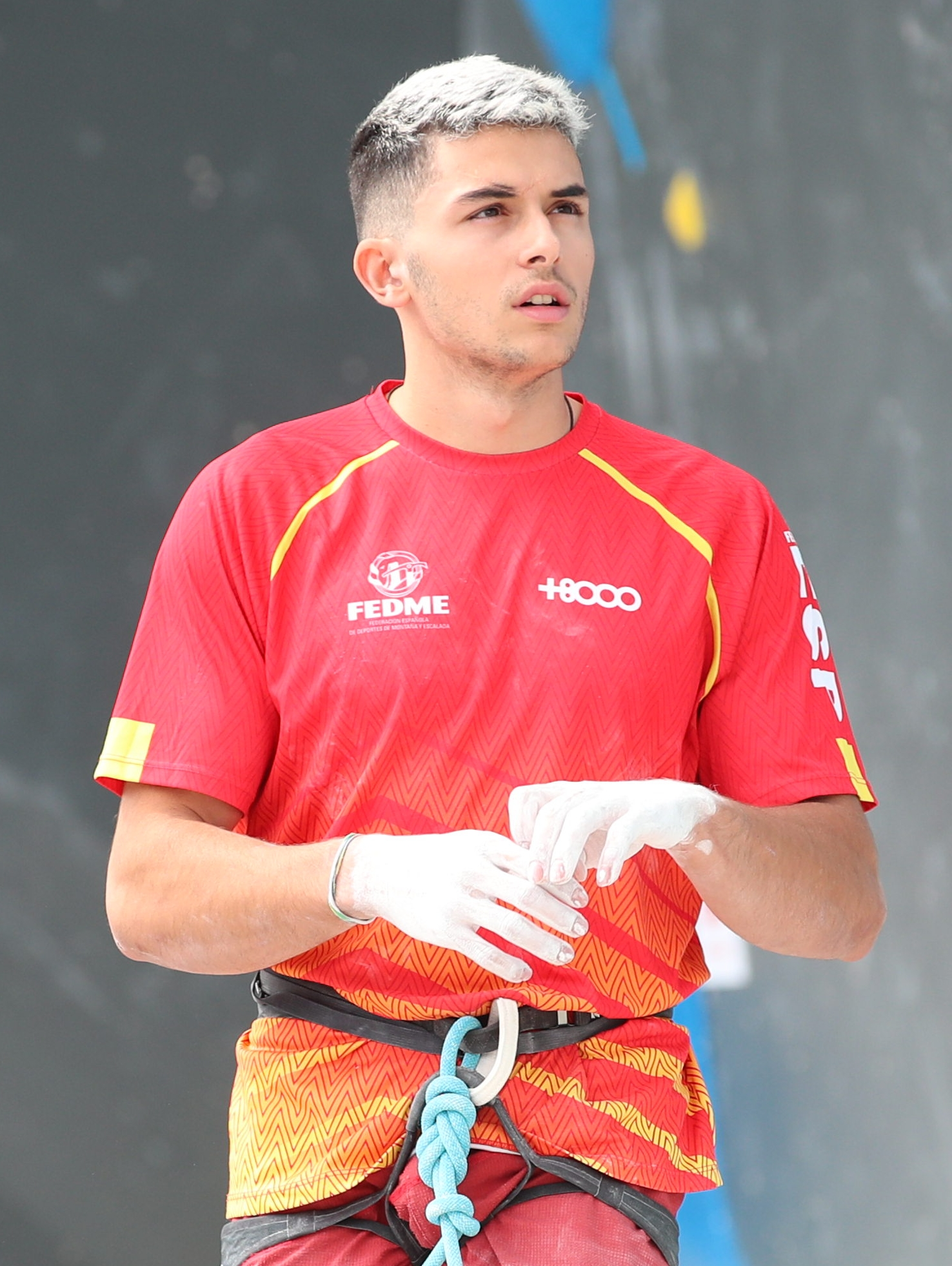
Alberto Ginés López (* 2002)

- Ginestà, Marina (1919–2014), spanische Journalistin und Autorin
- Gineste, Raoul (1849–1914), französischer Schriftsteller und Felibre
- Ginesy, Charles-Ange (* 1956), französischer Politiker, Mitglied der Nationalversammlung
- Ginetti, Marzio (1585–1671), italienischer Geistlicher, Bischof und Kardinal der Römischen Kirche
- Ginev, Dimitri (1956–2021), bulgarischer Philosoph und Hochschullehrer
- Ginevra, Helga (1938–1996), deutsche Malerin
- Ginezinskaja, Tatjana Alexandrowna (1918–2009), sowjetisch-russische Parasitologin und Hochschullehrerin

### Ging
- Ging, Jack (1931–2022), US-amerikanischer Schauspieler
- Gingell, John (1925–2009), britischer Air Chief Marshal
- Gingerich, Owen (1930–2023), US-amerikanischer Astronom und Wissenschaftshistoriker
- Gingerich, Philip D. (* 1946), US-amerikanischer Paläontologe
- Gingery, Don Hilary (1884–1961), US-amerikanischer Politiker
- Gingins, Albert de (1859–1911), schweizerisch-deutscher Hundezüchter und Begründer des deutschen Hundewesens
- Gingins, Hélène de (1828–1905), Schweizer Salonière, Abolitionistin und Frauenrechtlerin
- Gingins, Wolfgang-Charles de (1728–1811), Schweizer Staatsmann
- Gingold, Etty (1913–2001), rumänische Widerstandskämpferin
- Gingold, Hermione (1897–1987), britische Schauspielerin
- Gingold, Josef (1909–1995), US-amerikanischer Geiger und Musikpädagoge
- Gingold, Leo (* 1915), polnisch-jüdischer Widerstandskämpfer und Opfer der Shoa
- Gingold, Peter (1916–2006), deutscher WiderstandskämpferPeter Gingold (1916–2006)

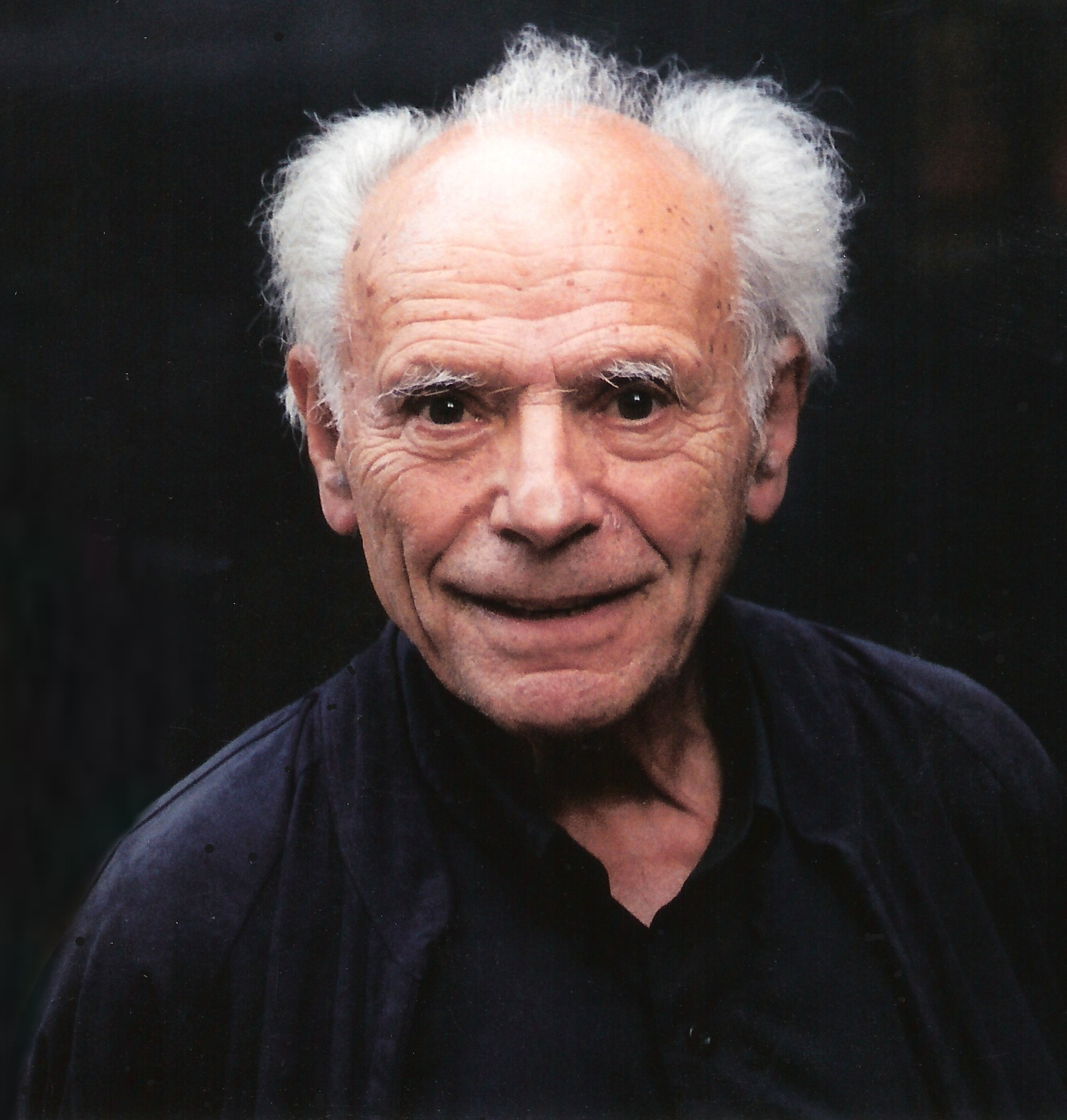
Peter Gingold (1916–2006)

- Gingras, André (1966–2013), kanadischer Tänzer und Choreograf
- Gingras, Guy (* 1961), kanadischer Komponist
- Gingras, Maxime (* 1984), kanadischer Freestyle-Skisportler
- Gingras, Rolland-Georges (1899–1964), kanadischer Organist, Musikkritiker und Komponist
- Gingrey, Phil (* 1942), US-amerikanischer Politiker
- Gingrich, Andre (* 1952), österreichischer Ethnologe
- Gingrich, Callista (* 1966), US-amerikanische Unternehmerin, Autorin, Filmproduzentin und Diplomatin
- Gingrich, Candace (* 1966), US-amerikanische Person, die sich für LGBT-Rechte einsetzt
- Gingrich, Newt (* 1943), US-amerikanischer PolitikerNewt Gingrich (* 1943)

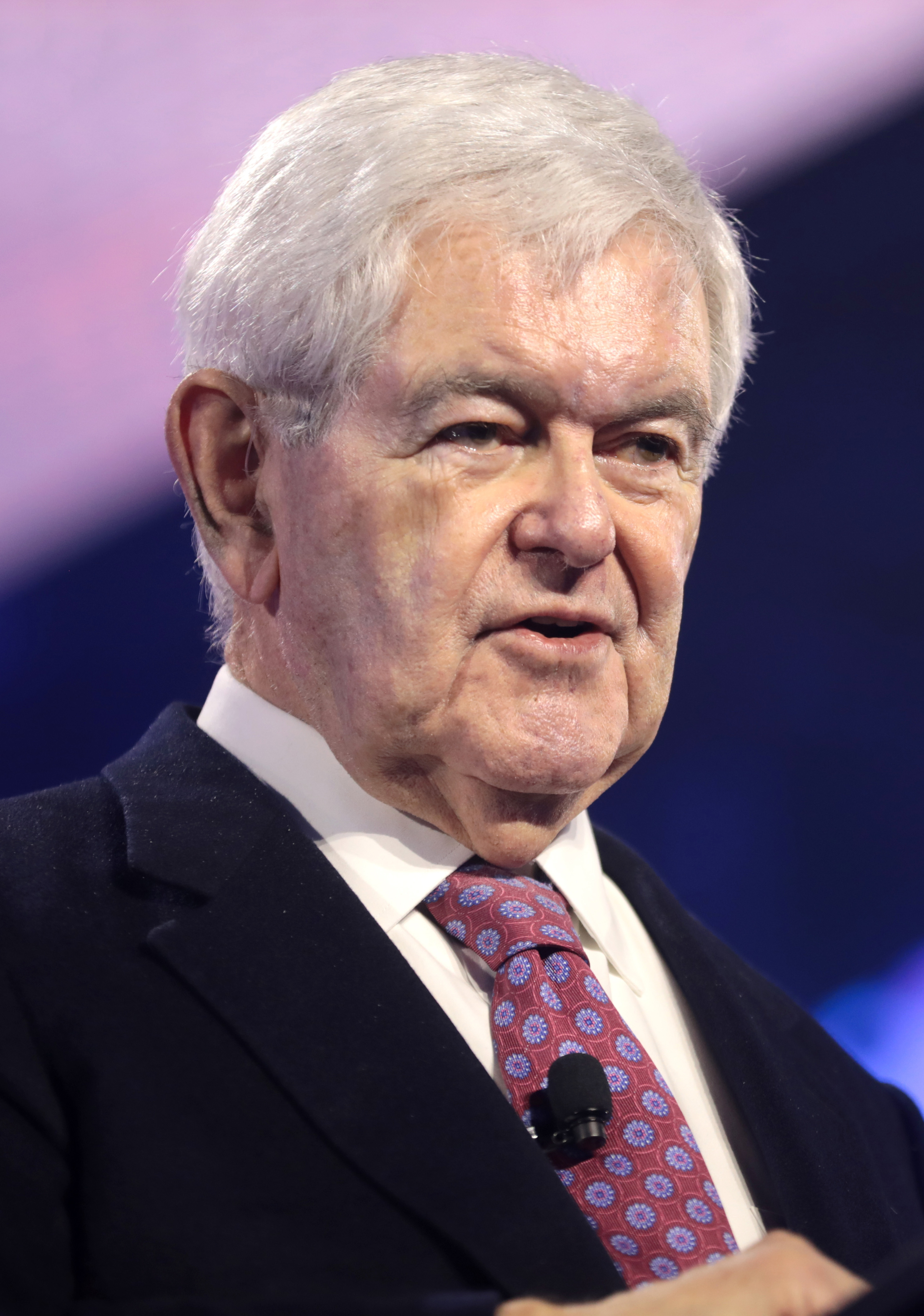
Newt Gingrich (* 1943)

- Gingsjö, Bengt (1966–2022), schwedischer Schwimmer
- Ginguené, Pierre Louis (1748–1816), französischer Literarhistoriker und Kritiker

### Ginh
- Ginhart, Karl (1888–1971), österreichischer Kunsthistoriker

### Gini
- Gini, Alessandro (* 1969), italienischer Autorennfahrer
- Gini, Corrado (1884–1965), italienischer Statistiker, Soziologe und Demograph
- Gini, Marc (* 1984), Schweizer Skirennfahrer
- Gini, Maria, italienisch-amerikanische Informatikerin und Hochschullehrerin
- Gini, Sandra (* 1982), Schweizer Skirennfahrerin
- Giniaux, Sébastien (* 1981), französischer Jazzmusiker
- Ginibre, Jean (1938–2020), französischer Mathematiker und Physiker
- Ginindza, Elphas (* 1967), eswatinischer Marathonläufer
- Giniotas, Petras (* 1952), litauischer Politiker
- Giniotis, Aidas (* 1964), litauischer Schauspieler, Regisseur und Theaterpädagoge
- Ginisty, Charles (1864–1946), französischer Geistlicher, Bischof von Verdun

### Ginj
- Ginjaar, Leendert (1928–2003), niederländischer Politiker (VVD), Minister und Universitätspräsident

### Gink
- Ginkel, Emil (1893–1959), deutscher Lyriker und Schriftsteller
- Ginkel, Jessica (* 1980), deutsche SchauspielerinJessica Ginkel (* 1980)

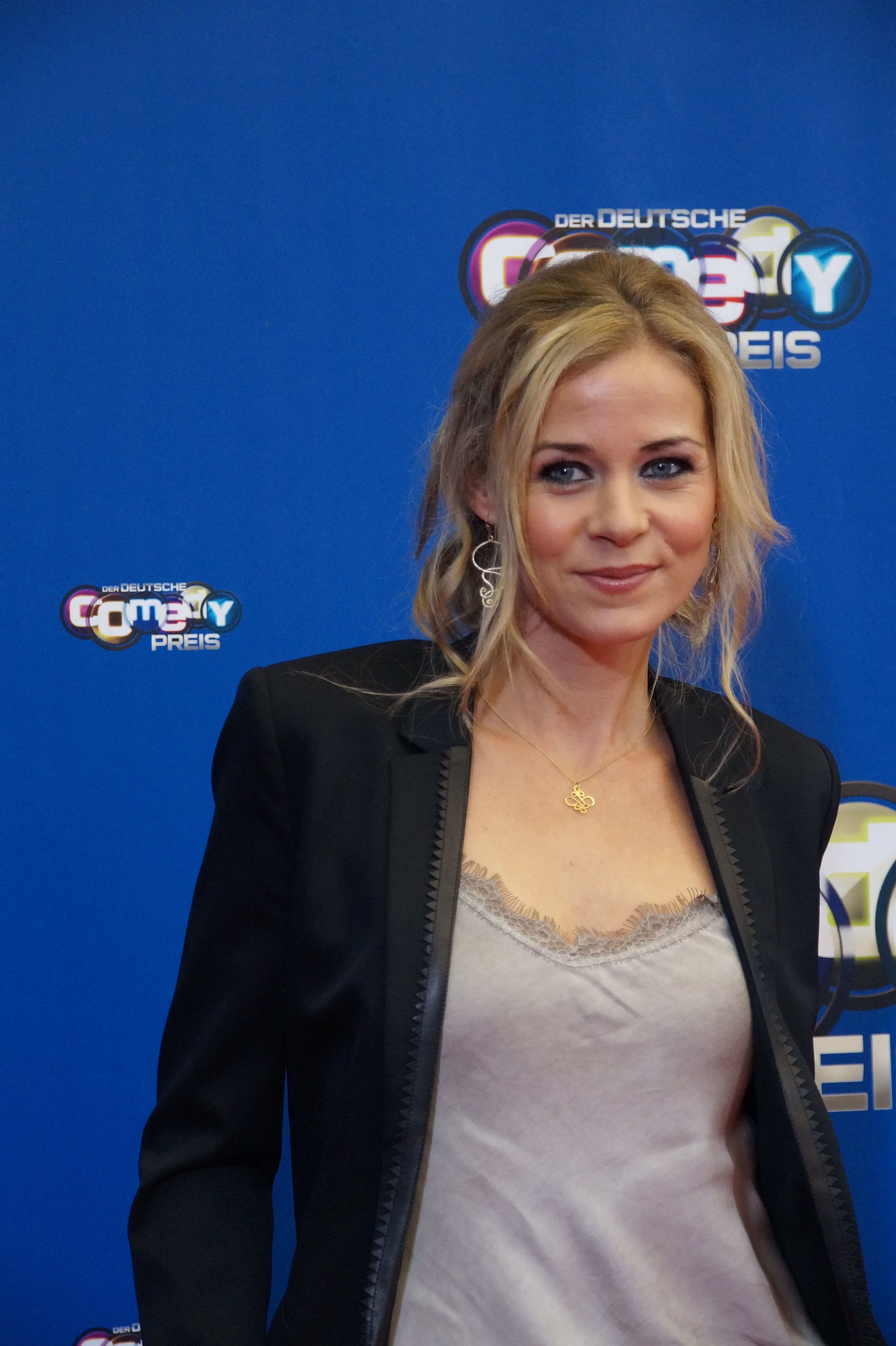
Jessica Ginkel (* 1980)

- Ginkel, Johan Godfried van (1827–1863), niederländischer Veduten- und Landschaftsmaler
- Ginkel, Marco van (* 1992), niederländischer Fußballspieler
- Ginkel, Sandy van (1920–2009), niederländisch-kanadischer Architekt und Stadtplaner
- Ginkell, Godert de, 1. Earl of Athlone (1644–1703), niederländischer General in englischen Diensten

### Ginm
- Ginman, Lennart (* 1960), dänischer Jazzbassist

### Ginn
- Ginn, Drew (* 1974), australischer Ruderer
- Ginn, Greg (* 1954), US-amerikanischer Musiker
- Ginn, Ronald Bryan (1934–2005), US-amerikanischer Politiker
- Ginn, Ted Jr. (* 1985), US-amerikanischer American-Football-Spieler
- Ginn, William H. (1928–2010), US-amerikanischer Offizier, Generalleutnant der US Air Force
- Ginnasi, Caterina († 1660), italienische Malerin mit Tätigkeitsbereich Rom
- Ginnasi, Domenico (1551–1639), Kardinal der Römischen Kirche
- Ginneken, Huub van, niederländischer Badmintonspieler
- Ginneken, Lisa van (* 1972), niederländische Parlamentsabgeordnete
- Ginneken, Ruud van, niederländischer Badmintonspieler
- Ginnell, Laurence († 1923), irischer Politiker und Jurist
- Ginnelly, Josh (* 1997), englischer Fußballspieler
- Ginner, Charles Isaac (1878–1952), französisch-britischer Maler
- Ginnis, AJ (* 1994), griechisch-US-amerikanischer Skirennläufer
- Ginnuttis, Horst (* 1940), deutscher Politiker (SPD), MdB

### Gino
- Gino Clavuot (* 1985), Schweizer Rapper mit brasilianischen Wurzeln
- Gino, Alex, amerikanischer Schriftsteller
- Gino, Federico (* 1993), uruguayischer Fußballspieler
- Gino, Francesca (* 1978), italienisch-amerikanische Verhaltenswissenschaftlerin
- Ginóbili, Manu (* 1977), argentinischer Basketballspieler
- Ginola, David (* 1967), französischer FußballspielerDavid Ginola (* 1967)

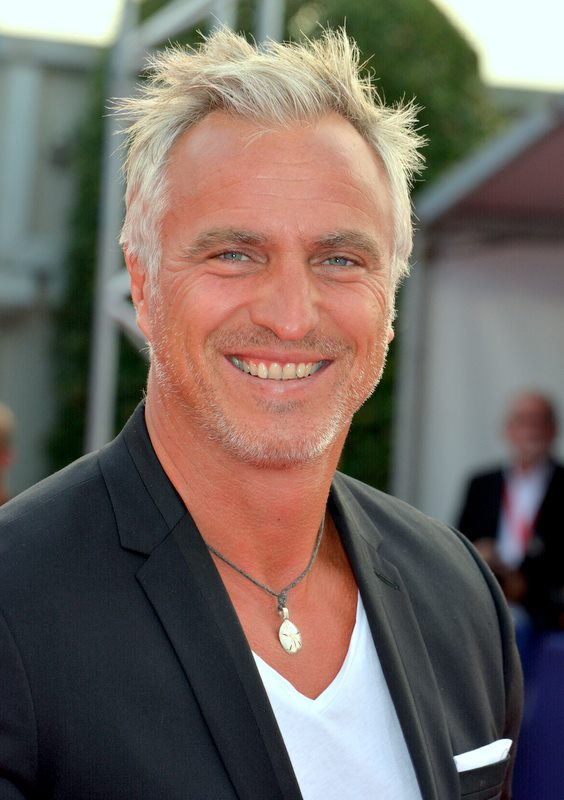
David Ginola (* 1967)

- Ginolas, Marc Philip (* 1997), deutscher Filmregisseur, Drehbuchautor und Filmeditor
- Ginolas, Reinhold, deutscher Spion der DDR, Hauptmann der Bundeswehr
- Ginor, Fanny (1911–2007), israelische Ökonomin
- Ginor, Isabella (* 1948), israelische Journalistin
- Ginori, Carlo (1702–1757), italienischer Politiker und Unternehmer
- Ginott, Haim G. (1922–1973), israelischer Psychologe
- Ginoux, Bernard (* 1947), französischer Geistlicher, emeritierter römisch-katholischer Bischof von Montauban

### Gins
- Gins, Heinrich (1883–1968), deutscher Bakteriologe
- Ginsberg, Adolf (1856–1883), deutscher Maler
- Ginsberg, Allen (1926–1997), US-amerikanischer Dichter der Beat Generation
- Ginsberg, Arthur (* 1941), US-amerikanischer Videokünstler, Filmeditor, Filmregisseur und Filmproduzent
- Ginsberg, Donald (1933–2007), US-amerikanischer Physiker
- Ginsberg, Ernst (1904–1964), deutscher Schauspieler, Regisseur und Theaterleiter
- Ginsberg, Henry (1897–1979), US-amerikanischer Filmproduzent
- Ginsberg, Herbert (1881–1962), deutscher Bankier, Unternehmer und Kunstsammler
- Ginsberg, Inge (1922–2021), österreichisch-schweizerische Journalistin, Autorin und Sängerin
- Ginsberg, Ludwig (1873–1939), deutscher Bankier und Kunstsammler
- Ginsberg, Matthias (* 1949), deutscher Politiker (FDP), MdB
- Ginsberg, Morris (1889–1970), britischer Soziologe
- Ginsborg, Paul (1945–2022), britisch-italienischer Historiker
- Ginsburg, Alexander (1915–1996), deutscher Jurist und Funktionär der jüdischen Gemeinschaft
- Ginsburg, Alexander Iljitsch (1936–2002), russischer Journalist, Schriftsteller, Herausgeber und Bürgerrechtler
- Ginsburg, Chad I (* 1972), US-amerikanischer Musiker und ProduzentChad I Ginsburg (* 1972)

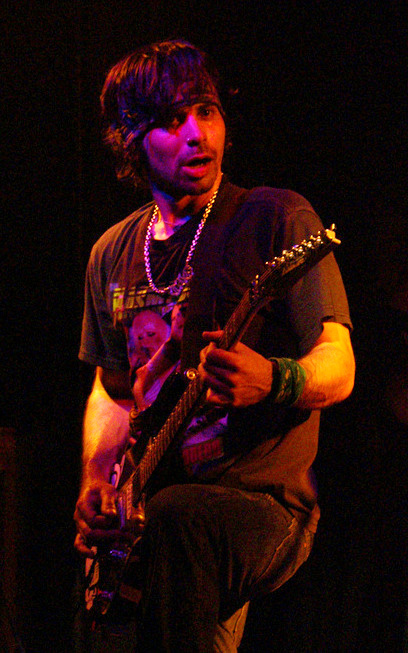
Chad I Ginsburg (* 1972)

- Ginsburg, Charles (1920–1992), US-amerikanischer Erfinder und Techniker, Pionier der Magnetbandaufzeichnungstechnik
- Ginsburg, Christian David (1831–1914), polnisch-britischer Bibelwissenschaftler
- Ginsburg, David (1920–1988), israelischer Chemiker (Organische Chemie) und Gründer der Chemiefakultät am Technion
- Ginsburg, David (* 1952), US-amerikanischer Hämatologe und Genetiker
- Ginsburg, Gennadij (* 1971), deutsch-ukrainischer Schachmeister
- Ginsburg, Grigori Romanowitsch (1904–1961), russischer Pianist
- Ginsburg, Henry (1940–2007), US-amerikanisch-britischer Literaturwissenschaftler und Kurator
- Ginsburg, Jekuthiel (1889–1957), US-amerikanischer Mathematikhistoriker
- Ginsburg, Jewgenija Semjonowna (1904–1977), sowjetische Historikerin und Schriftstellerin
- Ginsburg, Leo Morizewitsch (1901–1979), russischer Dirigent und Hochschullehrer
- Ginsburg, Lew Solomonowitsch (1907–1981), russischer Cellist und Musikwissenschaftler
- Ginsburg, Lew Wladimirowitsch (1921–1980), russischer Germanist, Schriftsteller und Übersetzer
- Ginsburg, Lidija Jakowlewna (1902–1990), sowjetische Literaturwissenschaftlerin und Autorin
- Ginsburg, Michael (* 1984), deutscher Schauspieler
- Ginsburg, Moissei Jakowlewitsch (1892–1946), sowjetischer Architekt und Hochschullehrer
- Ginsburg, Ruth Bader (1933–2020), US-amerikanische Juristin, beisitzende Richterin (Associate Justice) am Supreme CourtRuth Bader Ginsburg (1933–2020)

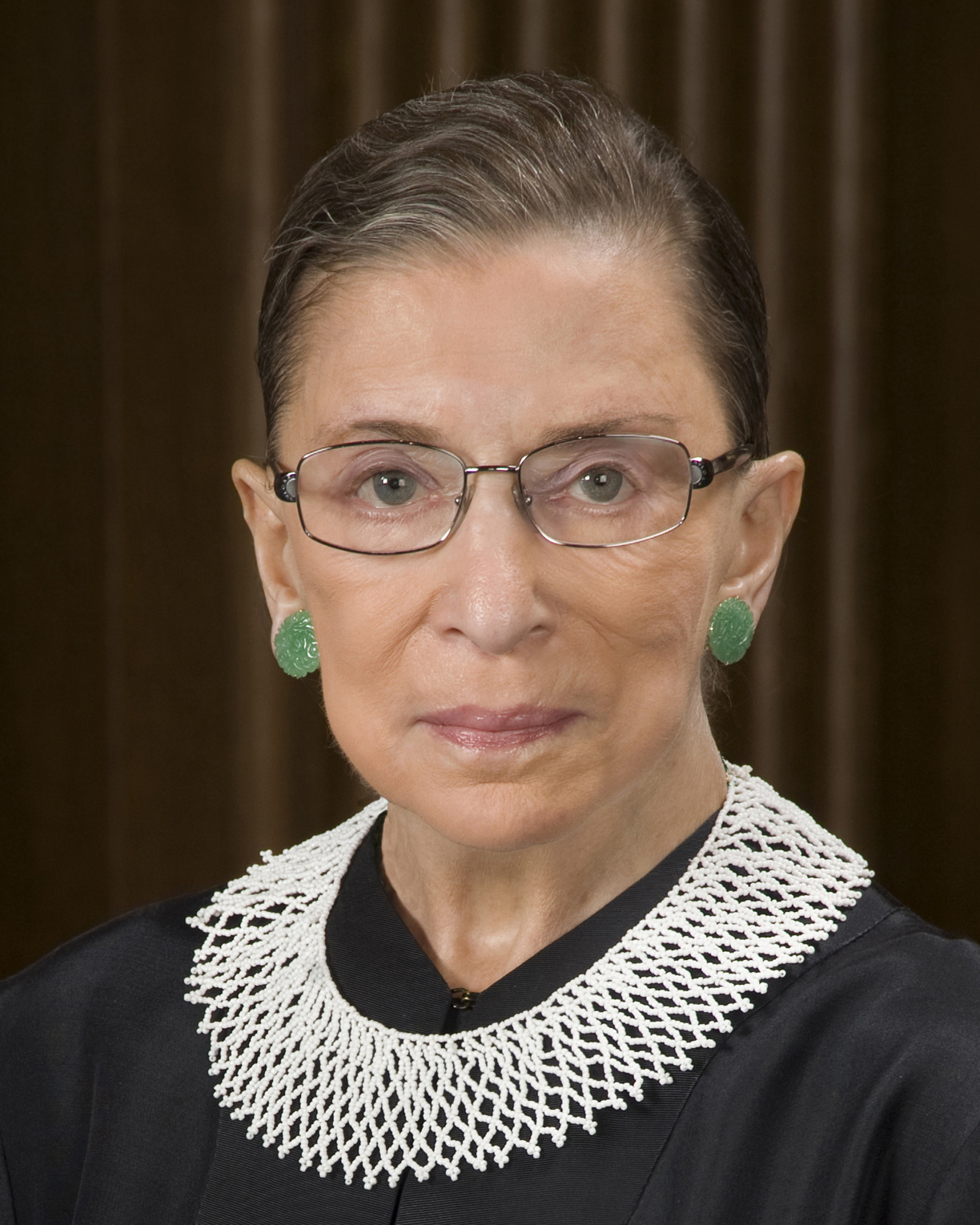
Ruth Bader Ginsburg (1933–2020)

- Ginsburg, Sasha (* 1958), deutscher Künstler
- Ginsburg, Semjon Lwowitsch (1901–1978), russischer Musikwissenschaftler
- Ginsburg, Seymour (1927–2004), US-amerikanischer Informatiker
- Ginsburg, Solomon Israilewitsch (* 1959), russischer Politiker
- Ginsburg, Tobias (* 1986), deutscher Autor und Theaterregisseur
- Ginsburg, Witali Lasarewitsch (1916–2009), russischer Physiker und Nobelpreisträger
- Ginsburger, Ernest (1876–1943), französischer Rabbiner
- Ginsburger, Moïse (1865–1949), Elsässer Rabbiner und Historiker
- Ginsburgh, Stéphane (* 1969), belgischer Pianist
- Ginsburgh, Yitzchak (* 1944), israelischer Rabbiner der Lubawitscher
- Ginsparg, Paul (* 1955), US-amerikanischer Physiker
- Ginster, Ria (1898–1985), deutsche Sängerin (Sopran) und Gesangspädagogin
- Ginsthofer, Rainer (* 1977), österreichischer Fußballspieler
- Ginsthofer, Rudolf (* 1970), österreichischer Fußballspieler
- Ginsztler, János (1943–2019), ungarischer Ingenieurwissenschaftler

### Gint
- Gintalas, Petras (* 1945), litauischer Skulptor und Medailleur, Professor
- Gintautas, Paulius (* 1995), litauischer Eishockeyspieler
- Gintel, Ludwik (1899–1973), polnischer Fußballspieler
- Ginter, Hermann (1889–1966), deutscher römisch-katholischer Priester, Kunsthistoriker und Denkmalpfleger
- Ginter, Lindsey (1950–2024), US-amerikanischer Schauspieler und Regisseur
- Ginter, Matthias (* 1994), deutscher FußballspielerMatthias Ginter (* 1994)

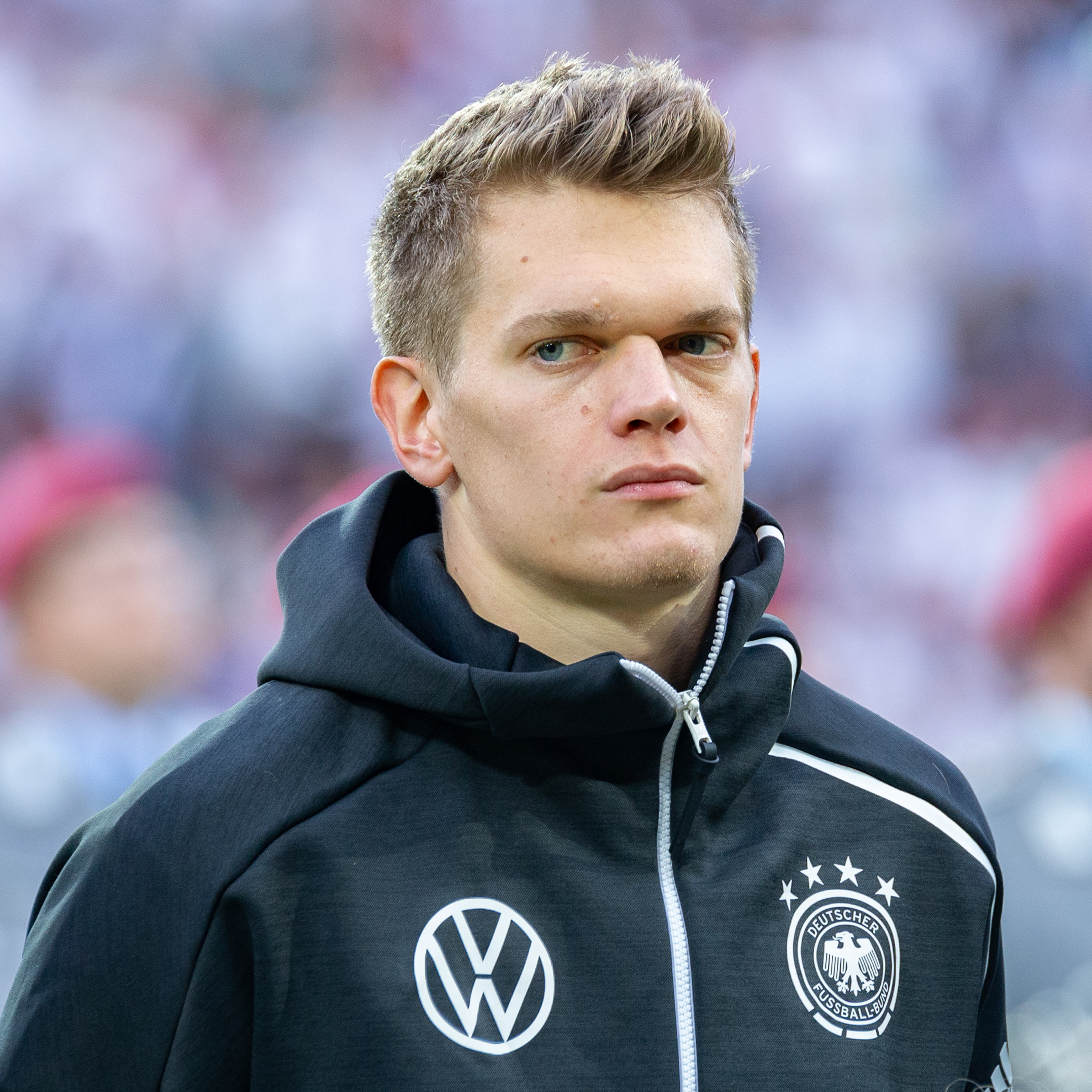
Matthias Ginter (* 1994)

- Ginter, Zygmunt (1918–1964), polnischer Eishockeyspieler
- Gintersdorfer, Lothar (* 1940), österreichischer Politiker (FPÖ), Wiener Stadtrat
- Gintersdorfer, Monika (* 1967), peruanisch-österreichische Theaterregisseurin
- Ginther, Andrew (* 1975), US-amerikanischer Politiker der Demokratischen Partei
- Ginther, Anton (1655–1725), deutscher katholischer Pfarrer und Dekan
- Ginther, Heinrich (* 1958), österreichischer Politiker (ÖVP), Landtagsabgeordneter in Tirol
- Ginther, Richie (1930–1989), US-amerikanischer AutorennfahrerRichie Ginther (1930–1989)

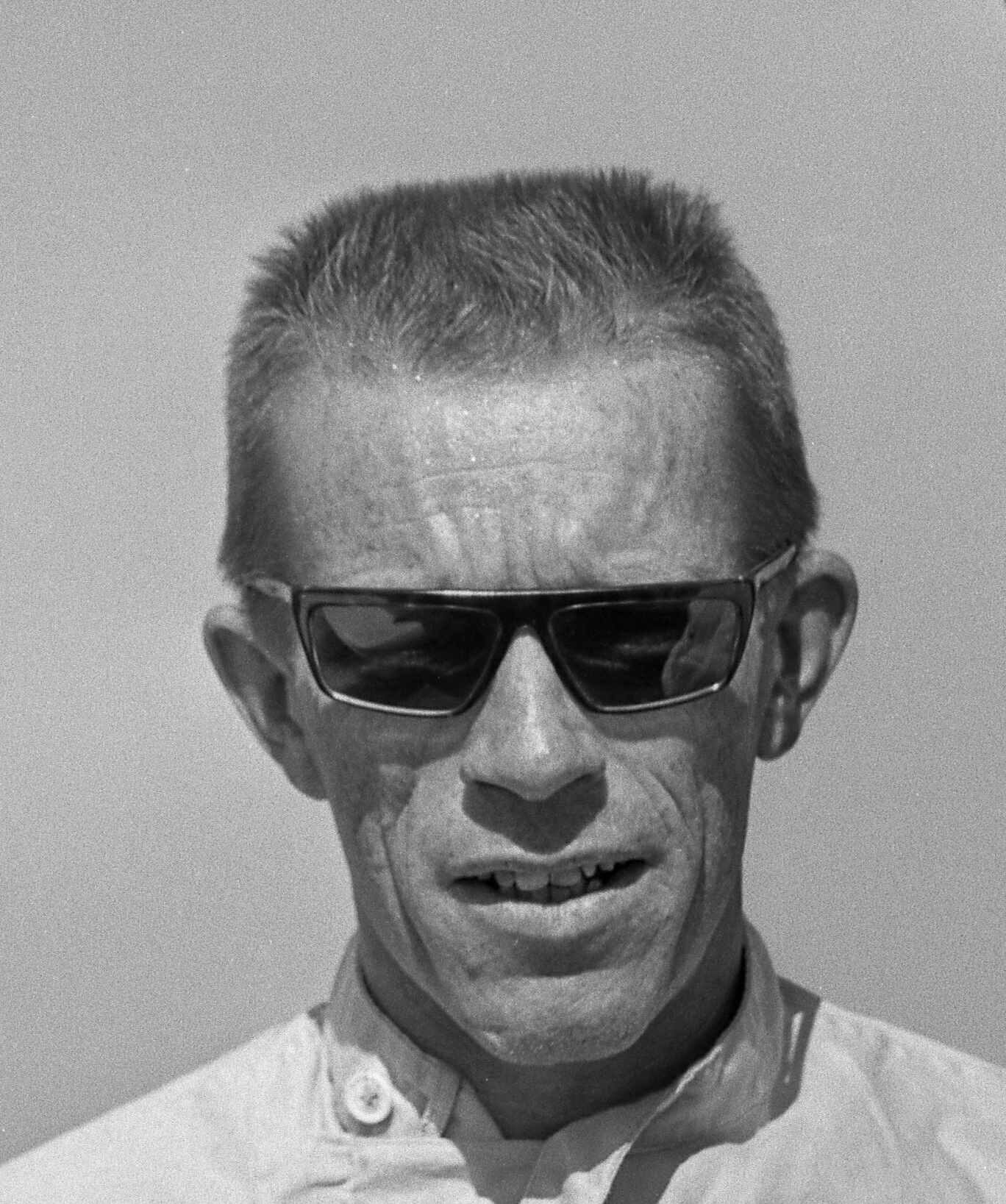
Richie Ginther (1930–1989)

- Ginther, Sabine (* 1970), österreichische Skirennläuferin
- Ginting, Anthony (* 1996), indonesischer Badmintonspieler
- Gintis, Herbert (1940–2023), US-amerikanischer Ökonom
- Gintl, Julius Wilhelm (1804–1883), österreichischer Physiker und Ingenieur, der maßgeblich am Aufbau des österreichischen Telegraphennetzes beteiligt war
- Gintowt-Dziewałtowski, Witold (* 1949), polnischer Politiker, Mitglied des Sejm
- Gintrowski, Przemysław (1951–2012), polnischer Liedermacher und Komponist
- Gintsberger, Mario (* 2003), österreichischer Fußballspieler
- Gintschel, Winfried (* 1962), deutscher Basketballfunktionär
- Ginty, James (* 1980), US-amerikanischer Filmschauspieler
- Ginty, Robert (1948–2009), US-amerikanischer Schauspieler, Regisseur und Drehbuchautor
- Gintzler, Simon, Lautenist und Komponist der Renaissance

### Ginu
- Ginuwine (* 1970), US-amerikanischer R&B-Sänger

### Giny
- Ginyard, Marcus (* 1987), US-amerikanischer Basketballspieler

### Ginz
- Ginz, Petr (1928–1944), tschechischer jugendlicher Zeichner und Autor, Opfer der Shoa
- Ginzberg, Louis (1873–1953), russisch-US-amerikanischer Judaist
- Ginzburg, Alexander Leonidowitsch (* 1951), russischer Mikrobiologe
- Ginzburg, Carlo (* 1939), italienischer Historiker und Kulturwissenschaftler
- Ginzburg, Esti (* 1990), israelisches Model und Schauspielerin
- Ginzburg, Ilja Jakowlewitsch (1859–1939), russischer Bildhauer
- Ginzburg, Leone (1909–1944), italienischer Schriftsteller, Herausgeber und Journalist
- Ginzburg, Natalia (1916–1991), italienische Schriftstellerin und Politikerin, Mitglied der Camera dei deputatiNatalia Ginzburg (1916–1991)

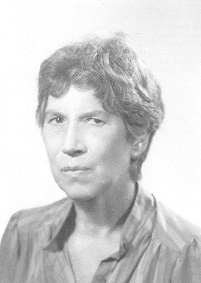
Natalia Ginzburg (1916–1991)

- Ginzburg, Victor (* 1957), russischer Mathematiker und Hochschullehrer
- Ginzel, Anton (1909–1989), deutscher Chemiker, Rauchwarenveredler und Fachautor in der Pelzbranche
- Ginzel, Arndt (* 1972), deutscher Journalist
- Ginzel, Friedrich Karl (1850–1926), österreichischer Astronom
- Ginzel, Günther Bernd (* 1946), deutscher Historiker und Publizist
- Ginzel, Gustav (1932–2008), deutsch-tschechischer Bergsteiger und Reisender
- Ginzel, Hans-Henning (* 1988), deutscher Komponist und Cellist
- Ginzel, Hubert (1874–1950), österreichischer Offizier und Kartograf
- Ginzel, Jakob (1792–1862), böhmischer Maler
- Ginzel, Joseph Augustin (1804–1876), österreichischer Theologe und Politiker
- Ginzel, Lars (* 1979), deutscher Toningenieur
- Ginzel, Willi (* 1923), deutscher Fußballspieler
- Ginzel, Wolfgang (1933–2004), tschechischer Bergsteiger und Naturfotograf
- Ginzinger, Johann (1881–1929), österreichischer Landespolitiker (SPÖ)
- Ginzkey, Franz Karl (1871–1963), österreichischer Offizier, Dichter und SchriftstellerFranz Karl Ginzkey (1871–1963)

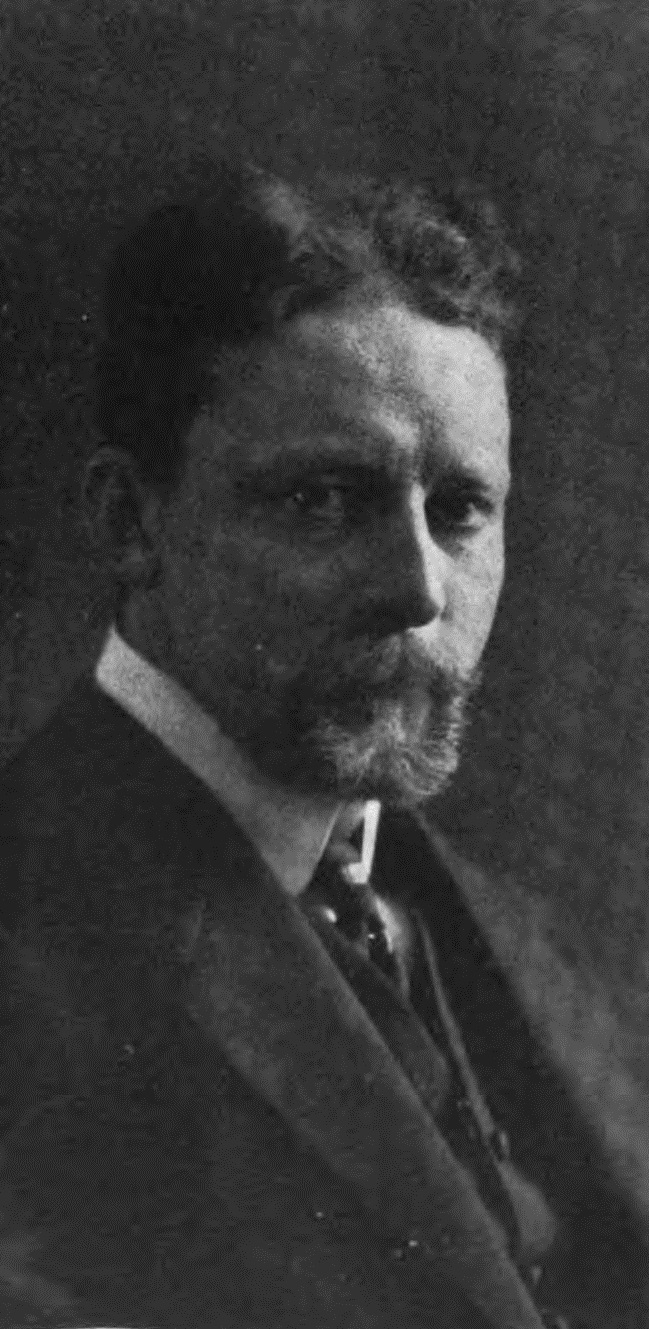
Franz Karl Ginzkey (1871–1963)

- Ginzkey, Hermine (1864–1933), österreichische Radiererin, Malerin und Zeichnerin
- Ginzkey, Ignaz (1818–1876), österreichischer Unternehmer
- Ginzkey, Wilhelm (1856–1934), österreichischer Unternehmer
- Ginzler, Mark (* 1970), deutscher Hörspielregisseur
- Ginzton, Edward (1915–1998), russisch-US-amerikanischer Physiker